# Drie stukken voor orgel, boek 1
Drie stukken voor orgel, boek 1 is een compositie van de Engelse componist Frank Bridge uit 1905. Het "boekwerk" beslaat slechts drie deeltjes met een gezamenlijke tijdsduur van amper tien minuten. De drie deeltjes luiden:
1. Allegretto grazioso (3 minuten)
2. Allegro comodo
3. Allegro marziale.

Het laatste deel orkestreerde Bridge later voor het slot van zijn The pageant of London. De set werd pas in 1917 officieel uitgegeven. Samen met Drie stukken voor orgel, boek 2 werd het uitgegeven als Six organ pieces.

## Discografie
- Uitgave Priory Records: Christopher Nickol (orgel) (opname 1995)